# Rat King
«Rat King» (titulado en las emisiones en español como El Rey Rata) es el quinto episodio de la quinta temporada de la serie de televisión estadounidense de drama sobrenatural y policial Grimm. El guion principal del episodio fue escrito por Jeff Miller, mientras que la dirección general estuvo a cargo de David Solomon. 
El episodio se transmitió originalmente el 4 de diciembre del año 2015 por la cadena de televisión NBC. En Hispanoamérica el episodio se estrenó el 23 de marzo de 2016 por el canal Universal Channel.
Tres amigos Klaustreichs, un tipo de wesens similares a gatos, salen por la noche a acosar Reinigens, un tipo de wesens similares a los ratones, y golpean brutalmente a uno de ellos, cuando aparece una gigantesca figura que masacra a dos de los agresores, mientras el otro huye. "Realmente aquí no hay ganadores", dirá Monroe al finalizar el episodio.
Una trama paralela se desarrolla alrededor de Truble, quien había aparecido malherida al finalizar el capítulo anterior y debe ser internada. Wesens del movimiento Occultatum Libera! amenazan su vida. Adalind establece contacto con el jefe de la Resistencia, Meisner, y finalmente se conoce con Nick, cuando ambos van a salvar a Truble.
Una tercera trama se desarrolla alrededor del capitán Renard, quien ha comenzado a participar de la campaña electoral Andrew Dixon para el municipio autónomo de Portland.

## Título y epígrafe

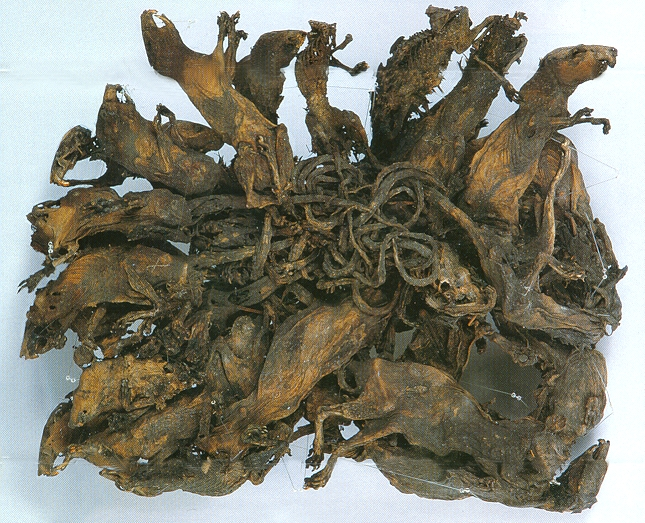
Un ejemplar de "rey de las ratas" o rattenkönig del museo Mauritianum en Altenburgo, Alemania.

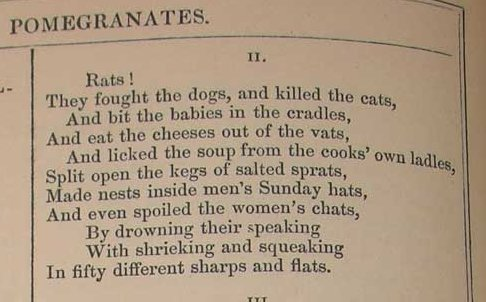
Imagen del libro original de Robert Browning de 1842, donde se encuentra la frase usada como epígrafe.

El título, Rat King (textualmente Rey Rata), alude inmediatamente a un raro fenómeno zoológico de fuerte impacto en el folklore europeo, especialmente en Alemania. En Zoología rey de las ratas, es un inusual fenómeno por el cual un grupo de ratas entrecruzan sus colas hasta el punto de quedar pegadas, en excrementos y sangre, obligando a los animales a vivir y desplazarse juntos. El folklore europeo le atribuye al rey rata una posición dominante en el grupo y considera al fenómeno como un mal augurio.
El rey rata ha sido tomado como personaje en gran cantidad de relatos europeos, entre ellos El cascanueces y el rey de los ratones (Nussknacker und Mausekönig, 1816) del escritor alemán E. T. A. Hoffmann, sobre el que se inspiró el famoso ballet El cascanueces (1892) de Piotr Ilich Chaikovski, aunque en esta última obra la figura desaparece. El Rey Rata es también un personaje de la novela El asombroso Mauricio y sus roedores sabios (2001) de la saga de Mundodisco de Terry Pratchett, a la vez de ser un personaje enigmático de la serie Tortugas Ninja de Kevin Eastman y Peter Laird.
El epígrafe del capítulo es una frase del poema The Pied Piper of Hamelin (El flautista de Hamelín) del escritor inglés Robert Browning, publicado en 1842 en su libro Dramatic Lyrics:

Original en inglés
"Rats! They fought the dogs, and killed the cats."
Versiones en español
Hispanoamérica"¡Ratas! Combatieron a los perros y mataron a los gatos".
España"¡Ratas! Desafiaban a los perros y mataban a los gatos".

El cuento trata de un flautista contratado por el pueblo de Hamelín para sacar las ratas de la ciudad con su flauta y que luego de hacer su tarea, no recibe la paga convenida. En venganza entonces procede a llevarse a los niños de la ciudad, del mismo modo que se llevó las ratas.  
La estrofa completa en la que se encuentra la cita dice:

Inglés
II.
Rats!
They fought the dogs and killed the cats,
And bit the babies in the cradles,
And ate the cheeses out of the vats,
And licked the soup from the cooks' own ladles.
Split open the kegs of salted sprats,
Made nests inside men's Sunday hats,
And even spoiled the women's chats
By drowning their speaking
With shrieking and squeaking
In fifty different sharps and flats.
Español
II.
¡Ratas!
Pelearon con los perros y mataron a los gatos,
Y mordieron a los bebés en las cunas,
Y comieron los quesos fuera de las cubas,
Y lamieron la sopa desde las cucharas de los cocineros.
Abrieron las latas de sardinas saladas,
Hicieron nidos en los sombreros domingueros de los hombres,
Y hasta arruinaron las charlas de mujeres
Ahogando sus conversaciones
Chirriando y berreando
En cincuenta diferentes sostenidos y bemoles

## Argumento
Tres amigos Klaustreichs, un tipo de wesens similares a gatos, salen por la noche a acosar Reinigens, un tipo de wesens similares a los ratones, y golpean brutalmente a uno de ellos, cuando aparece una gigantesca figura que masacra a dos de los agresores, mientras el otro huye. Al día siguiente la policía encuentra los dos cadáveres en una plantación, con lesiones que Nick, Hank y Wu asocian de inmediato con algún tipo de wesen.
Cuando el celular de uno de los muertos suena, Nick lo atiende y se encuentra del otro lado con la esposa Selina. Cuando la entrevistan, Selina les dice a los detectives, que su esposo y sus amigos habían ido a cazar Reinigen al basural. Mientras tanto, los Reinigen lamentan la muerte del joven atacado por los Klaustreichs y su padre solo piensa en vengarse matando al sobreviviente que escapó. 
En el basural, Nick y Hank interrogan a un Reinigen, pero no obtienen nada, aun cuando Nick le muestra que es un grimm. Luego de que se retiran los detectives, le cuenta al resto del grupo lo que pasó y el padre del chico muerto dice que si el grimm vuelve, también morirá. Hank y Nick van luego a consultar a Rosalee y Monroe, y ambos coinciden en que de ningún modo los Reinigen podrían matar a los Klaustreichs, salvo que -dice Rosalee-... "estemos hablando de la  Riesen-Ratte". Monroe la mira incrédulo y le dice que eso es una leyenda, que no es real. En ese momento Selina lo llama desesperada a Nick para decirle que los Reinigen habían ido a su casa y atrapado el tercer joven, cuando la llamada se corta. Selina y el joven son atrapados por los Reinigen y llevados al basural.
Nick, Hank, Monroe y Rosalee salen para el basural y cuando llegan a la madrigera el joven ya había sido asesinado, pero Selina aún está viva. Cuando la están sacando del basural, son rodeados por decenas de Reinigen y de pronto una gigantesca rata de unos seis metros aparece frente a ellos. Nick se da cuenta de que no tienen escape y piensa en improvisar una trampa, con los cables del sistema eléctrico de la ciudad y cuando la rata pasa por debajo de un cableado, le da la orden a Hank que dispararle al poste, causando que el cable se corte y electrocute a la rata gigante. Cuando llegan a verla, estaba formaba por todos los Reinigen.

## Elenco regular
- David Giuntoli como Nick Burkhardt.
- Russell Hornsby como Hank Griffin.
- Silas Weir Mitchell como Monroe.
- Sasha Roiz como el capitán Renard.
- Bree Turner como Rosalee Calvert.
- Claire Coffee como Adalind Schade.
- Reggie Lee como el sargento Wu.